# Ochrotrichia curvata
Ochrotrichia curvata is een schietmot uit de familie Hydroptilidae. De soort komt voor in het Neotropisch gebied.